# Marija Borissowna Mednikowa
Marija Borissowna Mednikowa (russisch Мария Борисовна Медникова; * 24. November 1963 in Moskau) ist eine sowjetisch-russische Anthropologin und Hochschullehrerin.

## Leben
Mednikowa studierte an der Fakultät für Biologie der Universität Moskau (MGU). Das Studium schloss sie 1986 am Lehrstuhl für Anthropologie ab. Die anschließende Aspirantur an diesem Lehrstuhl bei Tatjana Iwanowna Alexejewa schloss sie 1991 ab. Seit 1984 nahm sie an Expeditionen in zentralen Regionen Russlands, in Sibirien, in Regionen nördlich des Schwarzen Meers, Ägypten und Syrien teil.
1991 begann Mednikowa am Moskauer Institut für Archäologie (IA) der Russischen Akademie der Wissenschaften als Laborantin zu arbeiten und zu forschen und wurde eine führende wissenschaftliche Mitarbeiterin. 1993 verteidigte sie ihre Kandidat-Dissertation über die Anthropologie der Bevölkerung Südsibiriens im Altertum nach Postcranium-Daten im Zusammenhang mit Problemen der Paläoökologie. 2002 verteidigte sie ihre Doktor-Dissertation über Trepanationen bei den Völkern Eurasiens im Altertum als historische Quellen. 2005 übernahm sie die Leitung der Aspiranturen im IA.
2006–2013 war Mednikowa Professorin an der Moskauer Staatlichen Universität für Psychologie und Pädagogik und hielt eine Anthropologie-Vorlesung.
Mednikowas Forschungsschwerpunkte waren die bioarchäologische Rekonstruktion nach anthropologischen Daten, die Morphologie und insbesondere die Somatologie des Menschen, die evolutionäre Anthropologie und die Manipulationen an den menschlichen Körperteilen im Altertum. Sie war Mitglied der Organisationskomitees von Konferenzen: Sungir-Seminar (England, 2004), Ökologie und Demografie des Menschen in Vergangenheit und Gegenwart (Moskau, 2004), Adaption als Faktor bei der Ausbildung der anthropologischen Besonderheiten der antiken und modernen Bevölkerung Eurasiens (Moskau, 2008 zur Erinnerung an Tatjana Iwanowna Alexejewa).

## Mitgliedschaften
- European Association of Archaeologists (1999–2000)
- Russische Abteilung der European Anthropological Association (seit 1991)
- Russische Gesellschaft der Medizin-Historiker (1999–2002)
- European Society for the study of Human Evolution (ESHE)
- Paleopathology Association (seit 1994)
- Society for American Archaeology (seit 2008)
- Archaeological Institute of America (2010)

## Ehrungen, Preise
- Miklucho-Maklai-Preis der Russischen Akademie der Wissenschaften (2005)